# Destroy Lonely
Bobby Wardell Sandimanie III (* 30. července 2001), profesně známý jako Destroy Lonely, je americký rapper a zpěvák a skladatel z Atlanty ve státě Georgia. Jeho debutové studiové album If Looks Could Kill (2023) se umístilo na 18. místě amerického žebříčku Billboard 200. Předtím jeho pátý mixtape No Stylist (2022) znamenal první vstup do žebříčku na 91. místě.
Destroy Lonely podepsal na začátku roku 2021 smlouvu s vydavatelstvím Playboi Cartiho Opium, které je součástí Interscope Records. Často spolupracuje se svým kolegou z labelu a dalším rapperem z Georgie Kenem Carsonem. Časopis Rolling Stone uvádí, že je charakteristický svými "dynamickými a zároveň řvavými" instrumentálními skladbami a jedinečnou estetikou vystupování sestávající z tmavého oblečení a značkového oblečení.

## Raný život
Bobby Wardell Sandimanie III se narodil 30. července 2001. Má dvě mladší sestry a staršího bratra, o kterých se zmiňuje, že jsou pouze nevlastní. Zmiňuje, že se cítí spíše jako jedináček. Vyrůstal na freestylu, přičemž inspirací mu byl jeho otec, rapper I-20. V šesté třídě se začal učit doma se svolením své babičky, která byla bývalou učitelkou. Do školy se vrátil v deváté a desáté třídě, kde, jak vzpomíná, zneužíval drogu Xanax. Jako důvod vzniku části svého uměleckého jména "Destroy" uvádí svůj pocit, že ho zneužívání návykových látek ničí. Léta dospívání strávil v osamění, což uvádí jako původ části svého uměleckého jména "Lonely". V době školní docházky měl sílu v psaní.

## Kariéra

### 2015–2019: Začátky
Destroy Lonely se hudbě začal věnovat ve čtrnácti letech, kdy ve školním nahrávacím studiu vytvořil své první písně. Ve škole se seznámil se svými dvěma nejlepšími přáteli, Texacem a Nezzusem, kteří produkovali mnoho jeho raných skladeb a pokračovali s ním ve spolupráci na pozdějších projektech. Ihned po setkání s Nezzusem začali nahrávat svůj první projekt NezzusDestroyed. Lonely se později prosadil se svou skladbou "Bane" z roku 2019.

### 2020–2022:</3aNo Stylist
25. září 2020 vydává Destroy Lonely svůj třetí mixtape s názvem </3 (vyslovuje se: Broken Hearts) a měsíc poté, 31. října 2020, vydává deluxe edici s názvem </3². Po vydání </3 v roce 2020 a pozornosti od "Bane" by si Destroy Lonelyho v prosinci 2020 všiml Playboi Carti poté, co by vyšel videoklip k jeho písni "Oh Yeah". Na začátku roku 2021 podepsal smlouvu s Cartiho nahrávací společností Opium.
V dubnu 2021 se objevil ve videoklipu Playboi Cartiho k písni "Sky". V dubnu 2022 byl oznámen jako účinkující na festivalu Lyrical Lemonade Summer Smash. V červenci 2022 se Destroy Lonely objevil na studiovém albu X svého častého spolupracovníka Kena Carsona. V červenci 2022 se také objevil na singlu "Forever Pt. 2" dalšího atlantského rappera Bktherula a na albu Genesis rochesterského rappera Slump6s. V srpnu 2022 vydal Destroy Lonely svůj pátý mixtape s názvem No Stylist. Na mixtapu se jako jediný objevil jeho labelový kolega Ken Carson. V září 2022 daroval společně s kolegou z Opium rapperem Kenem Carsonem Playboi Cartimu k jeho 26. narozeninám prsten. V říjnu 2022 oznámil termíny svého turné "No Stylist".
V říjnu také vydal videoklip ke skladbě "Vtmntscoat", který podle popisu obsahuje obrazy "komplikovaných večeří a půlnočních jízd autem".

### 2023 – 2024:If Looks Could Kill a Love Last Forever
Dne 18. listopadu 2022 navázal Destroy Lonely na svůj mixtape No Stylist deskou NS+ (Ultra). Jedná se o jeho deluxe verzi mixtapu, která obsahuje pět nových skladeb, a pojmenoval ji "Ultra" podle své domácí kočky. Následně 20. února 2023 Destroy Lonely na svém YouTube zveřejnil videoklip k písním "Neverever" a "Fakenggas".
Dne 21. února 2023 Lonely na Tumblru oznámil, že jeho další album vyjde v dubnu 2023: "Moje album vyjde v dubnu...". Dne 3. března 2023 vydal Destroy Lonely očekávaný singl "If Looks Could Kill", který měl být hlavním singlem jeho debutového studiového alba. Dne 5. května 2023 vydal Destroy Lonely své velmi očekávané debutové studiové album If Looks Could Kill, které se skládalo z 25 skladeb s bonusovou skladbou "Money and Sex" s rapperem z labelu Kenem Carsonem. Dvě další skladby měly být vydány spolu s kopiemi CD a vinylu a měl k nim být také vypuštěn krátký film "Look Killa". Dne 29. září 2023 vydal Destroy Lonely deluxe verzi svého debutového studiového alba s názvem If Looks Could Kill (Director's Cut), která obsahovala 6 nových skladeb ze všech edic.
Dne 13. října 2023 se Destroy Lonely třikrát objevil na třetím albu Kena Carsona A Great Chaos, a to ve skladbách "Singapore", "Paranoid" a "Like This", na které se podílel i Lil Uzi Vert.
V roce 2024 Destroy Lonely upoutával na své očekávané album "Love Lasts Forever" zveřejněním několika úryvků na svých instagramových příbězích. Později oznámil, že album vyjde v dubnu. Album v dubnu nevyšlo a nebylo o něm nikde ani zmínka, v půlce června ale Destroy Lonely na twitteru napsal příspevěk o tom, že nikdy nechtěl lhát svým fanouškům a, že v pátek 14. června 2024 vydá single s názvem "LUV 4 YA". S tímto také napsal, že album vyjde v červnu tohoto roku. V červnu 2024, bývala přítelkyně Destroy Lonelyho na twitter napsala příspěvky o tom jak ji Lonely zneužíval a mlátil, v dalším příspěvku poté napsal, že ji i dokonce rozbil lebku . Lonely se vyjádřil k tomuhle jenom příspěvkem "každý zná pravdu tohoto příběhu", nejspíš kvůli téhle situaci musel odložit celé album.

### 2025 - současnost:</3³
V rozhovoru pro CLASH, který vyšel 8. dubna 2025, byl dotázán na jeho pokračování v hudební kariéře a plánovaného alba </3³ (čteno Broken Hearts 3) které je pokračování jeho průlomových mixtapů </3 (2020) & </3² (2020), jenž mu vysoce zvedli popularitu. Odpověděl "..This is a project that I really just want to be for my fans." Taktéž zmiňoval, že by se produkce měla vrátit k jeho starší hudbě.

## Hudební styl
Časopis Rolling Stone zmiňuje Destroy Lonelyho jedinečný způsob střídání kadence a používání humorných textů v jeho hudbě. Jako svůj vliv uvádí kapely jako Crystal Castles, Deftones a The Cure a rapové předchůdce jako Lil Wayne, Drake, Future, Young Thug a Playboi Carti. Brandon Callender z časopisu The Fader popsal jeho hudbu následovně: "Destroy Lonely má eklektické ucho pro beaty, které se přiklání k mihotavým, atmosférickým beatům, které fungují jako plátna, a jeho hlas je živým stříkanci barev." Tohoto atmosférického zvuku dosahuje pomocí ambientních syntezátorů a samplů z orchestrů a soundtracků k videohrám jako Genshin Impact.

## Diskografie
Studiová alba
- If Looks Could Kill (2023)
- Love Lasts Forever (2024)

EP
- Destroy (2017)
- NezzusDestroyed (2018) (společný EP s Nezzusem)
- Sometimes U Lose... (2019)
- Forever, ILY. (2019)
- Underworld. (2020)
- ECSTASY (2020)
- LORD (2020)
- addicted to money (2020)
- overseas (2020)
- XO (2021)

Mixtapes
- Darkhorse (2019)
- </3 (2020)
- </3² (2020)
- NO STYLIST (2022)
- NS+ (ULTRA) (2022)

## Turné

### Headliner
- No Stylist Tour (2022–2023)[15][16][17]

#### Spoluvystupující
- Antagonist Tour[18] – (s Playboi Carti, Ken Carson a Homixide Gang) (Zrušeno)

### Vedlejší
- Ken Carson – The X Man Tour (2022)[19]